# Indoeurópai alapnyelv
Az indoeurópai alapnyelv, vagy rövidítve IE (angolul: Proto-Indo-European, PIE), az indoeurópai nyelvek feltételezett közös őse. A modern nyelvészet egyik legnagyobb eredményeként könyvelik el e feltételezett nyelvállapot rekonstrukcióját, amit többek között a nyelvcsalád kiterjedtsége (több száz nyelv tartozik ide) és dokumentáltsága (ebbe a nyelvcsaládba tartoznak a legrégebbi írott emlékkel rendelkező nyelvek, például az ógörög, a szanszkrit, a hettita) tett lehetővé; ugyanakkor még mindig számos tisztázatlan kérdés vár válaszra, a nyelvészek több komoly alapkérdésben sem tudnak megegyezni. Az összes elmélet ismertetése, bemutatása rendkívül nehézkes és hosszadalmas, így itt csak a legnépszerűbbek kerülnek megemlítésre.

## Korszakolás
Nincs teljes egyetértés a téren, hogy mikor is bomlott fel a nyelvi egység (ha volt valaha). A kurgán-hipotézis szerint a következő módon alakult a nyelvcsalád története:
1. i. e. 5. évezredben kiválik az anatóliai ág, de nincs újabb kiválás az i. e. 4. évezredig. Ebben az időszakban beszélhetünk az elmélet szerint késő indoeurópai alapnyelvről, amely már dialektusokra tagolt.
2. i. e. 4. évezredben felbomlik a nyelvi egység, megkezdődik a nyelvcsalád felaprózódása, ágakra bomlása. Kialakul a kentum/szatem-különbség.
3. Időszámításunk kezdetére az anatóliai nyelvek kihalnak, az indoiráni nyelvek iráni és indoárja ágakra oszlanak, megkezdődik a baltoszláv csoport szétválása is. A görög kultúra lehanyatlóban van, az italikus ágból csak a latin marad fenn. A kelta és a germán ág is bomlásnak indul ekkorra már.

Ettől számottevő eltéréseket mutatnak más elméletek. A glottális-elméletre építő örmény-hipotézis szerint például egészen az i. e. 3. évezredig fennállt az alapnyelv egysége, sőt akár az i. e. 2. évezred elejéig. Az indo-hettita hipotézis és az anatóliai hipotézis teljesen más alapokon, de megint csak igen messzire visz az időben.

## Rekonstrukció
Az indoeurópai alapnyelvről nem maradtak fenn írásos emlékek, így minden egyes IE-hang és -szó rekonstrukció csupán, ezért a nyelvészetben szokásos módon, *-gal jelöljük (például *wódr víz). A rekonstrukciós eljárás jogosultságát az adja, hogy az egyes indoeurópai nyelvek messzemenő megegyezéseket mutatnak felépítésükben. A rekonstrukció alapelve, hogy minden olyan jelenséget, formát, ami több indoeurópai nyelvben közös és nem kölcsönzés útján került át egyikből a másikba, illetve nem párhuzamos fejlődés eredménye, az alapnyelvben is meglévőnek tekinthetünk.
Az indoeurópai alapnyelv kikövetkeztetésére a nyelvészek az összehasonlító módszert és a belső rekonstrukciót alkalmazzák. A rekonstrukció során felmerült a lehetősége, hogy az IE rokonságban áll más alapnyelvekkel – így az urálival is. Bár erre vonatkozó kutatások jelenleg is folynak, a nyelvészeknek még nem sikerült bebizonyítaniuk ezt a feltételezést (bár az ellenkezőjét sem).
Az alapnyelv kutatásának alapvető problémája a hangtörvények ismert esetekre vonatkoztatásának kudarca. Például a francia fil, olasz filo, portugál fio, román fir szavak alapján képtelenség rekonstruálni a bizonyítható alapalakot, a latin filum szót. Tetszőleges mennyiségben lehet sorolni azokat a bizonyítottan közös tőről származó szavakat, amelyek a hangtörvények alapján nem vezethetők le az alapszóból, vagy az alapszó nem rekonstruálható belőlük. Ezért az ősnyelv rekonstruálásának elvi lehetőségét igen sokan tagadják.

### Lehetséges hangalak megállapítása
A rekonstrukció kiindulópontja mindig a szavak hangalakjának megállapítása. Ebben az ismert hangtörvényekre és hangmegfelelésekre támaszkodhatunk, melyek az egyes nyelvek fejlődését és az indoeurópai nyelvek közötti viszonyt mutatják.
Példa • A latin septem („hét”), a görög hepta, a litván septyni, a szanszkrit szapta és a gót sibun szavakat összetartozónak kell tekintenünk, mert 1) a szókezdő s- magánhangzó előtt a görögben mindig erős hehezetté alakult át, a szanszkritban pedig a-t találunk rendszerint olyan helyen, ahol egy sor más nyelven e-t, ugyanez a helyzet a gót i-vel. Ugyanezt a megfelelést igazolja a latin est („van”), a görög eszti(n), a litván esti, a szanszkrit aszti, a gót ist; a latin fero („visz”), a görög pheró, a szanszkrit bharámi, a gót baira.
Ha több ilyen hangmegfelelés ismert, nagyjából meg lehet állapítani a lehetséges alapnyelvi alakot.
Példa • Az etimológiailag összetartozó latin lūcus (ólatin loucos, „liget”), szanszkrit lókaḥ („szabad tér”), litván laukas „mező”, ófelnémet lōh „tisztás” szavakból az alábbi módszerrel kereshetjük meg a közös előzményt:
1. Először rögzíteni kell a valamennyi nyelvben közös hangokat, ilyen az l és a k, mert a germánban az első germán hangeltolódás törvénye értelmében az indoeurópai k-ból h lesz.
2. Közös az s is, mert a szanszkrit ḥ tulajdonképpen szóvégi s-t jelöl, s a germánban is kimutatható a szóvégi s elvesztése (például latin piscis → ófelnémet fisk, latin hostis → ófelnémet gast.

## Hangállomány

### Mássalhangzók
A kikövetkeztetett mássalhangzókat illetően is vannak eltérő vélemények (leginkább a zöngés aspiráták körül zajlanak a viták). Az alábbiakban a hagyományosan elfogadott hangok szerepelnek:
| Mássalhangzók          | Labiális | Coronális | Palatoveláris | Veláris | Labioveláris | Laringális |
| ---------------------- | -------- | --------- | ------------- | ------- | ------------ | ---------- |
| Zöngétlen zárhangok    | p        | t         | k´            | k       | kw           |            |
| Zöngés zárhangok       | b        | d         | g´            | g       | gw           |            |
| Aspirált zárhangok     | bh       | dh        | g´h           | gh      | gwh          |            |
| Nazálisok              | m        | n         |               |         |              |            |
| Frikatívák             |          | s         |               |         |              | h₁, h₂, h₃ |
| Likvidák és félhangzók | w        | r, l      | j             |         |              |            |

A felső indexbe írt "h" aspirációt, azaz hehezetet jelez. A hehezetes zárhangok feltételezését sokan nem vélik jogosnak, erre vonatkozóan lásd például glottális-elmélet.
Kevés mai indoeurópai nyelv őrizte meg a szonoránsokat (például horvát). Ezek a hangok kettős szerepűek: mássalhangzóként és magánhangzóként is szerepelhetnek. Az IE jellegzetes flexiós mintái következtében ezek a hangok nagyon fontos szerephez jutottak.
Szonoránsok: m, n, r, l.
A szonoránsokhoz hasonlóan kettős szerepűek voltak a w és j hangok. Ezek helyzetüktől függően lehettek mássalhangzók (ekkor mint w és j realizálódtak) illetve magánhangzók (ekkor mint u és i realizálódtak). Ezt és a szonoránsokat lásd még a fokváltakozásnál.
Fontos még megemlítenünk a laringálisokat. A laringális-elmélettel először Ferdinand de Saussure állt elő 1879-ben, bár szélesebb körben csak a hettita nyelv felfedezése után foglalkoztak vele.

Az elmélet feltételez három, közelebbről meghatároz(hat)atlan mássalhangzót, amelyek teljesen eltűntek minden indoeurópai nyelvből a hettita kivételével. A laringálisok egyetlen nyoma, hogy az IE szavak magját, ami egy "e" volt, átszínezték más hanggá. Így:
- h1e > e
- h2e > a
- h3e > o

míg
- eh1 > ē
- eh2 > ā
- eh3 > ō

### Magánhangzók
Az indoeurópai alapnyelv magánhangzórendszerét leginkább a latin és az ógörög őrizte meg.
Egyszerű magánhangzók: e, a, o, u, i
Ezek lehetnek rövidek és hosszúak. A nyelvészek többnyire a latinban használatos módon jelölik a hosszúságot (például ē).

Az u és az i a többi magánhangzóhoz járulva diftongusokat alkothatott, amelyek szintén lehettek rövidek és hosszúak. Ennek alapja az, hogy ez a két hang a w és a j allofónja, s alapvetően a szón belüli helyzetük határozta meg, hogy mikor milyen szerepet töltenek be.

Példaként álljon itt a következő rekonstrukció:
A *h2eiu > *aiu "életerő, életkor" jelentéskörű sor a következő változatokban realizálódhatott:
- *aiw- > latin aevum "kor, korszak"
- o-fokon *oju- > ógörög ουτωπια "utópia"
- nullfokon *ju- + gwies > ógörög υγιησ "egészséges"

## Alaktan

### Fokváltakozás
Az indoeurópai alapnyelv előszeretettel élt a flexió különböző eszközeivel. A nyelvészek kimutatták, hogy egy tipikus IE tőszó szerkezete a következő képlettel írható le:

(s)CeC ahol C bármilyen mássalhangzó lehet. (s) azt jelenti, hogy – még meg nem magyarázott okokból kifolyólag – bizonyos tövek elé egy "s" augmentum kapcsolódhatott, látszólag minden funkció nélkül.
Erre utal az, hogy egyes szavaknak s-szes és s nélküli változatát is ki lehet következtetni. Például latin tegō és toga < *teg-, de ógörög stegein < *steg-. Ezért az ilyen szavakat gyakran így tüntetik fel: (s)teg-.
Meghatározott minták szerint a tövekhez további bővítmények (képzők, ragok, melyeknek szintén egy "e" a magja) kapcsolódhattak. Ugyanakkor az indoeurópai alapnyelv kötött zenei hangsúllyal rendelkezett, ami a ragozás során más-más szótagra eshetett. Részben ennek, részben pedig a laringálisok hatására a tőbeli "e" ablautnak, magyarul fokváltakozásnak volt kitéve. Mai példával élve: angol do de did.
Az IE tövek három fokon és három hosszúságon jelentkezhettek: rövid ill. hosszú e-, a- és o-fok, valamint nullfok (vagyis a magánhangzó kiesett). Példák:
- rövid o-fok, például *kwonm 'kutyát'
- hosszú ō-fok, például *kwōn 'kutya'
- nullfok, például *kwnes > *kunes 'kutyáé'

Mint láthatjuk a fenti példán is, a fokváltakozás gyakran jelentős változást idézett elő a szóban (*kwōn de  *kunes). Ez a nyelvi egység felbomlásával még fontosabb lett, ugyanis a legtöbb nyelv az esetleges mássalhangzó-torlódást különböző módon oldotta fel, így még tovább távolítva őket egymástól. Például a '100'-t jelentő *kmtom (< *kem-tom) származékai: latin centum, ógörög εκατον (ekaton), angol hundred, szanszkrit śata, ószláv съто (sŭto), horvát sto stb.